# Сіперес
Сіперес (ісп. Cipérez) — муніципалітет в Іспанії, у складі автономної спільноти Кастилія-і-Леон, у провінції Саламанка. Населення — 308 осіб (2010).
Муніципалітет розташований на відстані близько 220 км на захід від Мадрида, 50 км на захід від Саламанки.
На території муніципалітету розташовані такі населені пункти: (дані про населення за 2010 рік)
- Кастільєхо-де-Еванс: 5 осіб
- Сіперес: 260 осіб
- Гансінос: 4 особи
- Грандес: 8 осіб
- Уельмос: 2 особи
- Ла-Мораліта: 26 осіб
- Сан-Крістобаль-де-лос-Мочуелос: 3 особи

## Демографія
Динаміка населення (INE ):

## Зовнішні посилання
- Провінційна рада Саламанки: індекс муніципалітетів [Архівовано 23 квітня 2009 у Wayback Machine.]
- Посилання на Google Maps